# Міністерство довкілля та енергетики Швеції
Міністерство довкілля та енергетики Швеції (швед. Miljö- och energidepartementet) — установа Швеції, що відповідає за питання навколишнього середовища і будівництво в Швеції. Міністерство також несе загальну відповідальність за координацію роботи уряду щодо сталого розвитку.
Офіс міністерства розташований в центрі Стокгольму.

## Історія
Міністерство було засновано в 1987 році. Спочатку питаннями довкілля займалося Міністерство сільського господарства, a питаннями енергетики Міністерство підприємництва.
- У 1990 р. перейменовано було в Міністерство охорони довкілля.
- У 1991 р. перейменовано на Міністерство екології та природних ресурсів.
- У 2004 р. — Міністерство сталого розвитку.
- У 2007 р. — Міністерство охорони довкілля.

## Організаційна структура
Міністерство очолює міністр який призначається прем'єр-міністром.

### Відділи
- Відділ з якості навколишнього середовища
- Відділ з природних ресурсів
- Відділ екологічного менеджменту
- Відділ з питань сталого розвитку
- Відділ з адміністративних питань
- Відділ з міжнародних справ
- Відділ адміністративних служб
- Інформаційне бюро

### Агентства
- Національна рада з житлового питання, будівництва і міського планування
- Національна організація допомоги власникам приватних будинків
- Шведська дослідна рада з питань навколишнього середовища, сільськогосподарських наук та просторового планування
- Національне агентство з хімічних речовин
- Шведський Фонд ядерних відходів
- Шведський геотехнічний інститут
- Шведська інспекція атомної енергетики
- Шведський національний трибунал водопостачання і каналізації
- Шведський метеорологічний і гідрологічний інститут

| Прапор Швеції | Це незавершена стаття про Швецію. Ви можете допомогти проєкту, виправивши або дописавши її. |